# Eisschnelllauf-Mehrkampfeuropameisterschaft 2004

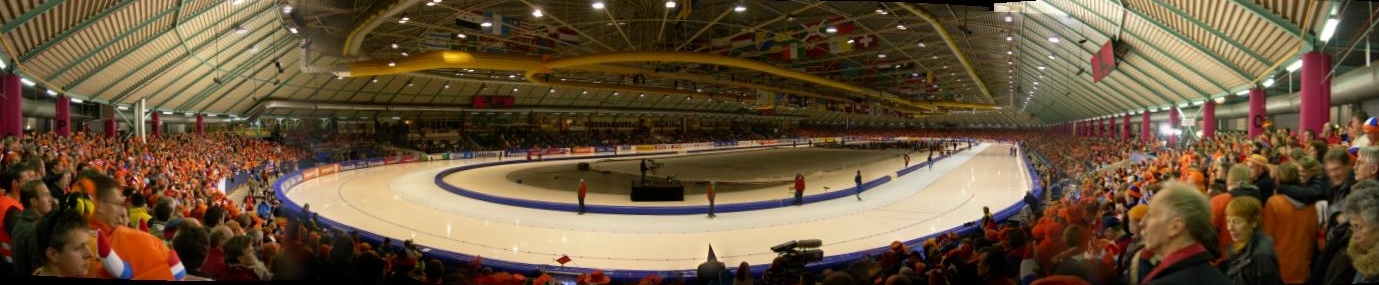
Thialf

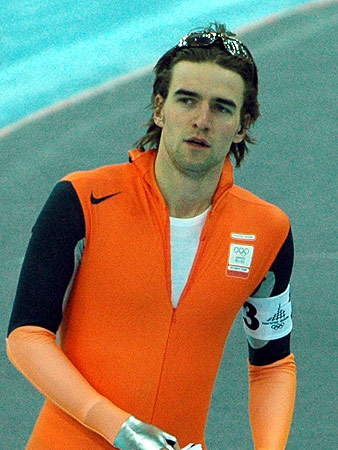
Europameister Mark Tuitert

Die 100. Eisschnelllauf-Mehrkampfeuropameisterschaft (29. der Frauen) wurde vom 9. bis 11. Januar 2004 im Thialf im niederländischen Heerenveen ausgetragen.

## Teilnehmende Nationen
- 54 Sportler aus 16 Nationen nahmen am Mehrkampf teil.

| Teilnehmende Nationen              | Teilnehmende Nationen                  | Teilnehmende Nationen              | Teilnehmende Nationen              |
| ---------------------------------- | -------------------------------------- | ---------------------------------- | ---------------------------------- |
| Österreich Belgien Belarus Schweiz | Tschechien Deutschland Finnland Ungarn | Italien Niederlande Norwegen Polen | Rumänien Russland Schweden Ukraine |

## Wettbewerb

### Frauen

#### Endstand Kleiner Vierkampf
- Zeigt die ersten zwölf Finalteilnehmerinnen der Mehrkampf-EM über 5000 Meter

| Rang | Name                | 500 Meter  | Pkt.  | 3000 Meter   | Pkt.  | 1500 Meter   | Pkt.  | 5000 Meter   | Pkt.  | Gesamt- punkte |
| ---- | ------------------- | ---------- | ----- | ------------ | ----- | ------------ | ----- | ------------ | ----- | -------------- |
| 1    | Anni Friesinger     | 39,28 (1)  | 39,28 | 4:08,28 (2)  | 41,38 | 1:58,24 (2)  | 39,41 | 7:06,44 (3)  | 42,64 | 162,717        |
| 2    | Claudia Pechstein   | 40,08 (3)  | 40,08 | 4:09,37 (4)  | 41,56 | 1:58,37 (3)  | 39,45 | 7:03,15 (2)  | 42,31 | 163,412        |
| 3    | Renate Groenewold   | 40,34 (6)  | 40,34 | 4:08,45 (3)  | 41,40 | 1:57,81 (1)  | 39,27 | 7:08,45 (4)  | 42,84 | 163,863        |
| 4    | Wieteke Cramer      | 39,53 (2)  | 39,53 | 4:14,18 (5)  | 42,36 | 2:00,20 (4)  | 40,06 | 7:15,41 (6)  | 43,54 | 165,500        |
| 5    | Barbara de Loor     | 40,21 (4)  | 40,21 | 4:15,30 (6)  | 42,55 | 2:00,46 (5)  | 40,15 | 7:14,77 (5)  | 43,47 | 166,390        |
| 6    | Gretha Smit         | 42,69 (22) | 42,69 | 4:07,96 (1)  | 41,32 | 2:02,22 (7)  | 40,74 | 6:58,34 (1)  | 41,83 | 166,590        |
| 7    | Lucille Opitz       | 41,01 (13) | 41,01 | 4:15,61 (7)  | 42,60 | 2:02,44 (8)  | 40,81 | 7:18,70 (8)  | 43,87 | 168,294        |
| 8    | Olga Tarassowa      | 41,52 (17) | 41,52 | 4:16,20 (8)  | 42,70 | 2:01,76 (6)  | 40,58 | 7:17,31 (7)  | 43,73 | 168,537        |
| 9    | Nicola Mayr         | 40,29 (5)  | 40,29 | 4:18,67 (9)  | 43,11 | 2:03,40 (12) | 41,13 | 7:22,20 (12) | 44,22 | 168,754        |
| 10   | Warwara Baryschewa  | 40,62 (8)  | 40,62 | 4:19,14 (10) | 43,19 | 2:02,62 (10) | 40,87 | 7:22,18 (11) | 44,21 | 168,901        |
| 11   | Daniela Anschütz    | 40,67 (9)  | 40,67 | 4:21,73 (12) | 43,62 | 2:03,39 (11) | 41,13 | 7:20,63 (9)  | 44,06 | 169,484        |
| 12   | Galina Lichatschowa | 41,30 (15) | 41,30 | 4:20,27 (11) | 43,37 | 2:02,47 (9)  | 40,82 | 7:20,98 (10) | 44,09 | 169,599        |

#### 500 Meter
| Platz | Name               | Land        | Zeit  | Punkte |
| ----- | ------------------ | ----------- | ----- | ------ |
| 1     | Anni Friesinger    | Deutschland | 39,28 | 39,28  |
| 2     | Wieteke Cramer     | Niederlande | 39,53 | 39,53  |
| 3     | Claudia Pechstein  | Deutschland | 40,08 | 40,08  |
| 4     | Barbara de Loor    | Niederlande | 40,21 | 40,21  |
| 5     | Nicola Mayr        | Italien     | 40,29 | 40,29  |
| 6     | Renate Groenewold  | Niederlande | 40,34 | 40,34  |
| 7     | Julija Skokowa     | Russland    | 40,53 | 40,53  |
| 8     | Warwara Baryschewa | Russland    | 40,62 | 40,62  |
| 9     | Daniela Anschütz   | Deutschland | 40,67 | 40,67  |
| 10    | Hedvig Bjelkevik   | Norwegen    | 40,71 | 40,71  |
|       |                    |             |       |        |
| 13    | Lucille Opitz      | Deutschland | 41,01 | 41,01  |
| 25    | Henriët Bosker     | Schweiz     | 43,99 | 43,99  |

#### 3000 Meter
| Platz | Name               | Land        | Zeit    | Punkte |
| ----- | ------------------ | ----------- | ------- | ------ |
| 1     | Gretha Smit        | Niederlande | 4:07,96 | 41,32  |
| 2     | Anni Friesinger    | Deutschland | 4:08,28 | 41,38  |
| 3     | Renate Groenewold  | Niederlande | 4:08,45 | 41,40  |
| 4     | Claudia Pechstein  | Deutschland | 4:09,37 | 41,56  |
| 5     | Wieteke Cramer     | Niederlande | 4:14,18 | 42,36  |
| 6     | Barbara de Loor    | Niederlande | 4:15,30 | 42,55  |
| 7     | Lucille Opitz      | Deutschland | 4:15,61 | 42,60  |
| 8     | Olga Tarassowa     | Russland    | 4:16,20 | 42,70  |
| 9     | Nicola Mayr        | Italien     | 4:18,67 | 43,11  |
| 10    | Warwara Baryschewa | Russland    | 4:19,14 | 43,19  |
|       |                    |             |         |        |
| 12    | Daniela Anschütz   | Deutschland | 4:21,73 | 43,62  |
| 20    | Henriët Bosker     | Schweiz     | 4:25,31 | 44,21  |

#### 1500 Meter
| Platz | Name                | Land        | Zeit    | Punkte |
| ----- | ------------------- | ----------- | ------- | ------ |
| 1     | Renate Groenewold   | Niederlande | 1:57,81 | 39,27  |
| 2     | Anni Friesinger     | Deutschland | 1:58,24 | 39,41  |
| 3     | Claudia Pechstein   | Deutschland | 1:58,37 | 39,45  |
| 4     | Wieteke Cramer      | Niederlande | 2:00,20 | 40,06  |
| 5     | Barbara de Loor     | Niederlande | 2:00,46 | 40,15  |
| 6     | Olga Tarassowa      | Russland    | 2:01,76 | 40,58  |
| 7     | Gretha Smit         | Niederlande | 2:02,22 | 40,74  |
| 8     | Lucille Opitz       | Deutschland | 2:02,44 | 40,81  |
| 9     | Galina Lichatschowa | Russland    | 2:02,47 | 40,82  |
| 10    | Warwara Baryschewa  | Russland    | 2:02,62 | 40,87  |
|       |                     |             |         |        |
| 11    | Daniela Anschütz    | Deutschland | 2:03,39 | 41,13  |
| 21    | Henriët Bosker      | Schweiz     | 2:07,62 | 42,54  |

#### 5000 Meter
| Platz | Name                | Land        | Zeit    | Punkte |
| ----- | ------------------- | ----------- | ------- | ------ |
| 1     | Gretha Smit         | Niederlande | 6:58,34 | 41,83  |
| 2     | Claudia Pechstein   | Deutschland | 7:03,15 | 42,31  |
| 3     | Anni Friesinger     | Deutschland | 7:06,44 | 42,64  |
| 4     | Renate Groenewold   | Niederlande | 7:08,45 | 42,84  |
| 5     | Barbara de Loor     | Niederlande | 7:14,77 | 43,47  |
| 6     | Wieteke Cramer      | Niederlande | 7:15,41 | 43,54  |
| 7     | Olga Tarassowa      | Russland    | 7:17,31 | 43,73  |
| 8     | Lucille Opitz       | Deutschland | 7:18,70 | 43,87  |
| 9     | Daniela Anschütz    | Deutschland | 7:20,63 | 44,06  |
| 10    | Galina Lichatschowa | Russland    | 7:20,98 | 44,09  |

### Männer

#### Endstand Großer Vierkampf
- Zeigt die ersten zwölf Finalteilnehmer der Mehrkampf-EM über 10.000 Meter

| Rang | Name              | 500 Meter  | Pkt.  | 5000 Meter   | Pkt.  | 1500 Meter   | Pkt.  | 10.000 Meter  | Pkt.  | Gesamt- punkte |
| ---- | ----------------- | ---------- | ----- | ------------ | ----- | ------------ | ----- | ------------- | ----- | -------------- |
| 1    | Mark Tuitert      | 36,18 (2)  | 36,18 | 6:27,63 (2)  | 38,76 | 1:47,41 (1)  | 35,80 | 13:38,91 (5)  | 40,94 | 151,691        |
| 2    | Carl Verheijen    | 37,14 (10) | 37,14 | 6:26,43 (1)  | 38,64 | 1:48,80 (3)  | 36,26 | 13:22,91 (1)  | 40,14 | 152,194        |
| 3    | Jochem Uytdehaage | 36,70 (6)  | 36,70 | 6:31,93 (4)  | 39,19 | 1:48,90 (4)  | 36,30 | 13:30,51 (4)  | 40,52 | 152,718        |
| 4    | Gianni Romme      | 37,82 (16) | 37,82 | 6:29,88 (3)  | 38,98 | 1:50,24 (8)  | 36,74 | 13:26,34 (2)  | 40,31 | 153,871        |
| 5    | Iwan Skobrew      | 36,73 (7)  | 36,73 | 6:35,55 (6)  | 39,55 | 1:49,84 (6)  | 36,61 | 13:42,31 (6)  | 41,11 | 154,013        |
| 6    | Jewgeni Lalenkow  | 36,45 (4)  | 36,45 | 6:41,84 (12) | 40,18 | 1:48,01 (2)  | 36,00 | 14:01,03 (11) | 42,05 | 154,688        |
| 7    | Enrico Fabris     | 37,39 (13) | 37,39 | 6:34,87 (5)  | 39,48 | 1:49,64 (5)  | 36,54 | 13:51,86 (9)  | 41,59 | 155,016        |
| 8    | Johan Röjler      | 37,55 (15) | 37,55 | 6:36,68 (8)  | 39,66 | 1:51,46 (10) | 37,15 | 13:50,92 (8)  | 41,54 | 155,917        |
| 9    | Jan Friesinger    | 36,35 (3)  | 36,35 | 6:48,76 (17) | 40,87 | 1:50,34 (9)  | 36,78 | 14:11,72 (14) | 42,58 | 156,592        |
| 10   | Lasse Sætre       | 38,68 (21) | 38,68 | 6:36,25 (7)  | 39,62 | 1:53,65 (18) | 37,88 | 13:28,29 (3)  | 40,41 | 156,602        |
| 11   | Artem Detyschew   | 38,52 (20) | 38,52 | 6:38,06 (10) | 39,80 | 1:51,54 (12) | 37,18 | 13:42,97 (7)  | 41,14 | 156,654        |
| 12   | Petter Andersen   | 36,46 (5)  | 36,46 | 6:47,43 (15) | 40,74 | 1:50,02 (7)  | 36,67 | 14:18,32 (15) | 42,91 | 156,792        |

#### 500 Meter
| Platz | Name              | Land        | Zeit  | Punkte |
| ----- | ----------------- | ----------- | ----- | ------ |
| 1     | Mika Poutala      | Finnland    | 36,09 | 36,09  |
| 2     | Mark Tuitert      | Niederlande | 36,18 | 36,18  |
| 3     | Jan Friesinger    | Deutschland | 36,35 | 36,35  |
| 4     | Jewgeni Lalenkow  | Russland    | 36,45 | 36,45  |
| 5     | Petter Andersen   | Norwegen    | 36,46 | 36,46  |
| 6     | Jochem Uytdehaage | Niederlande | 36,70 | 36,70  |
| 7     | Iwan Skobrew      | Russland    | 36,73 | 36,73  |
| 8     | Christian Zoller  | Österreich  | 36,86 | 36,86  |
| 9     | Risto Rosendahl   | Finnland    | 36,96 | 36,96  |
| 10    | Carl Verheijen    | Niederlande | 37,14 | 37,14  |
|       |                   |             |       |        |
| 18    | Tobias Schneider  | Deutschland | 38,23 | 38,23  |
| 25    | Ronald Bosker     | Schweiz     | 40,10 | 40,10  |

#### 5000 Meter
| Platz | Name              | Land        | Zeit    | Punkte |
| ----- | ----------------- | ----------- | ------- | ------ |
| 1     | Carl Verheijen    | Niederlande | 6:26,43 | 38,64  |
| 2     | Mark Tuitert      | Niederlande | 6:27,63 | 38,76  |
| 3     | Gianni Romme      | Niederlande | 6:29,88 | 38,98  |
| 4     | Jochem Uytdehaage | Niederlande | 6:31,93 | 39,19  |
| 5     | Enrico Fabris     | Italien     | 6:34,87 | 39,48  |
| 6     | Iwan Skobrew      | Russland    | 6:35,55 | 39,55  |
| 7     | Lasse Sætre       | Norwegen    | 6:36,25 | 39,62  |
| 8     | Johan Röjler      | Schweden    | 6:36,68 | 39,66  |
| 9     | Eskil Ervik       | Norwegen    | 6:37,15 | 39,71  |
| 10    | Artem Detyschew   | Russland    | 6:38,06 | 39,80  |
|       |                   |             |         |        |
| 13    | Tobias Schneider  | Deutschland | 6:45,05 | 40,50  |
| 17    | Jan Friesinger    | Deutschland | 6:48,76 | 40,87  |
| 21    | Ronald Bosker     | Schweiz     | 6:58,39 | 41,83  |
| 28    | Christian Zoller  | Österreich  | 7:14,14 | 43,41  |

#### 1500 Meter
| Platz | Name              | Land        | Zeit    | Punkte |
| ----- | ----------------- | ----------- | ------- | ------ |
| 1     | Mark Tuitert      | Niederlande | 1:47,41 | 35,80  |
| 2     | Jewgeni Lalenkow  | Russland    | 1:48,01 | 36,00  |
| 3     | Carl Verheijen    | Niederlande | 1:48,80 | 36,26  |
| 4     | Jochem Uytdehaage | Niederlande | 1:48,90 | 36,30  |
| 5     | Enrico Fabris     | Italien     | 1:49,64 | 36,54  |
| 6     | Iwan Skobrew      | Russland    | 1:49,84 | 36,61  |
| 7     | Petter Andersen   | Norwegen    | 1:50,02 | 36,67  |
| 8     | Gianni Romme      | Niederlande | 1:50,24 | 36,74  |
| 9     | Jan Friesinger    | Deutschland | 1:50,34 | 36,78  |
| 10    | Johan Röjler      | Schweden    | 1:51,46 | 37,15  |
|       |                   |             |         |        |
| 19    | Tobias Schneider  | Deutschland | 1:53,85 | 37,95  |
| 20    | Christian Zoller  | Österreich  | 1:54,05 | 38,01  |
| 27    | Ronald Bosker     | Schweiz     | 1:57,96 | 39,32  |

#### 10.000 Meter
| Platz | Name              | Land        | Zeit     | Punkte |
| ----- | ----------------- | ----------- | -------- | ------ |
| 1     | Carl Verheijen    | Niederlande | 13:22,91 | 40,14  |
| 2     | Gianni Romme      | Niederlande | 13:26,34 | 40,31  |
| 3     | Lasse Sætre       | Norwegen    | 13:28,29 | 40,41  |
| 4     | Jochem Uytdehaage | Niederlande | 13:30,51 | 40,52  |
| 5     | Mark Tuitert      | Niederlande | 13:38,91 | 40,94  |
| 6     | Iwan Skobrew      | Russland    | 13:42,31 | 41,11  |
| 7     | Artem Detyschew   | Russland    | 13:42,97 | 41,14  |
| 8     | Johan Röjler      | Schweden    | 13:50,92 | 41,54  |
| 9     | Enrico Fabris     | Italien     | 13:51,86 | 41,59  |
| 10    | Paweł Jan Zygmunt | Polen       | 13:52,15 | 41,60  |
|       |                   |             |          |        |
| 12    | Tobias Schneider  | Deutschland | 14:03,20 | 42,16  |
| 14    | Jan Friesinger    | Deutschland | 14:11,72 | 42,58  |